# Risto Tonteri
Risto Tonteri – fiński kierowca wyścigowy.

## Biografia
W 2003 roku uczestniczył Raltem RT35 w Formule Baltic. Rok później zadebiutował Dallarą F394 w Fińskiej Formule 3. W sezonie 2005 ponownie rywalizował w Formule Baltic, a od roku 2006 był regularnym uczestnikiem Fińskiej Formuły 3, ścigając się w barwach zespołu STH Motorservice Finland. W latach 2008–2009 uczestniczył w Pucharze Formuły 3 Strefy Północnoeuropejskiej, zajmując dwukrotnie szóste miejsce w klasyfikacji sezonu. W roku 2010 zdobył cztery podia i trzecie miejsce w klasyfikacji serii Nordic Formula 3 Masters. Po rozwiązaniu tej serii w 2011 roku rozpoczął starty w Historycznej Fińskiej Formule 4. Dwukrotnie (2012, 2016) zdobywał wicemistrzostwo tej serii, a dwa razy (2011, 2013) był trzeci w klasyfikacji końcowej.

## Wyniki
| Legenda oznaczeń w tabelach wyników Wyświetl szablon na nowej stronie | Legenda oznaczeń w tabelach wyników Wyświetl szablon na nowej stronie                                                                     |
| Oznaczenie                                                            | Wyjaśnienie |
| --------------------------------------------------------------------- | --- |
| Złoty                                                                 | Zwycięzca lub mistrzostwo |
| Srebrny                                                               | 2. miejsce lub wicemistrzostwo |
| Brązowy                                                               | 3. miejsce lub II wicemistrzostwo |
| Zielony                                                               | Ukończył, punktował (w klasyfikacji generalnej, gdy zdobył co najmniej jeden punkt na przestrzeni sezonu, poza trzema powyższymi opcjami) |
| Niebieski                                                             | Ukończył, nie punktował (w klasyfikacji generalnej, gdy nie zdobył co najmniej jednego punktu na przestrzeni sezonu)                      |
| Czerwony                                                              | Nie zakwalifikował się (NZ) |
| Czerwony                                                              | Nie prekwalifikował się (NPK) |
| Różowy                                                                | Nie ukończył (NU) |
| Różowy                                                                | Niesklasyfikowany (NS) (w klasyfikacji generalnej, gdy nie został sklasyfikowany w żadnym wyścigu sezonu)                                 |
| Czarny                                                                | Zdyskwalifikowany (DK) |
| Czarny                                                                | Wykluczony (WYK/EX) |
| Biały                                                                 | Nie wystartował (NW) |
| Biały                                                                 | Kontuzjowany (K/INJ) |
| Biały                                                                 | Wyścig odwołany (OD/C) |
| Bez koloru                                                            | Został wycofany (WYC/WD) |
| Bez koloru                                                            | Nie przybył (NP/DNA) |
| Bez koloru                                                            | Nie brał udziału w treningach (NT/DNP) |
| Bez koloru                                                            | Nie został zgłoszony (–) |
| Pogrubienie                                                           | Start z pole position |
| Kursywa                                                               | Najszybsze okrążenie wyścigu |
| †                                                                     | Nie ukończył, ale jego rezultat został zaliczony ze względu na przejechanie więcej niż 90% dystansu wyścigu.                              |
| *                                                                     | Sezon w trakcie |
| 1/2/3                                                                 | Punktowana pozycja w sprincie kwalifikacyjnym                                                                                             |
| Lista systemów punktacji Formuły 1                                    | |

### Fińska Formuła 3
| Rok  | Zespół                   | Samochód     | Silnik | Wyniki w poszczególnych eliminacjach | Wyniki w poszczególnych eliminacjach | Wyniki w poszczególnych eliminacjach | Wyniki w poszczególnych eliminacjach | Wyniki w poszczególnych eliminacjach | Wyniki w poszczególnych eliminacjach | Wyniki w poszczególnych eliminacjach | Wyniki w poszczególnych eliminacjach | Wyniki w poszczególnych eliminacjach | Wyniki w poszczególnych eliminacjach | Wyniki w poszczególnych eliminacjach | Wyniki w poszczególnych eliminacjach | Pkt. | Msc. |
| ---- | ------------------------ | ------------ | ------ | ------------------------------------ | ------------------------------------ | ------------------------------------ | ------------------------------------ | ------------------------------------ | ------------------------------------ | ------------------------------------ | ------------------------------------ | ------------------------------------ | ------------------------------------ | ------------------------------------ | ------------------------------------ | ---- | ---- |
| 2004 |                          |              |        | Finlandia                            | Finlandia                            | Finlandia                            | Finlandia                            | Finlandia                            | Finlandia                            | Finlandia                            | Finlandia                            | Finlandia                            | Finlandia                            |                                      |                                      | 28   | 8    |
| 2004 |                          | Dallara F394 |        | -                                    | -                                    | NU                                   | 8                                    | NU                                   | 8                                    | -                                    | -                                    | -                                    | -                                    |                                      |                                      | 28   | 8    |
| 2006 |                          |              |        | Finlandia                            | Finlandia                            | Finlandia                            | Finlandia                            | Estonia                              | Estonia                              | Finlandia                            | Finlandia                            | Finlandia                            | Finlandia                            |                                      |                                      | 28   | 9    |
| 2006 | STH Motorservice Finland | Dallara F394 | Opel   | 6                                    | 8                                    | -                                    | -                                    | 6                                    | 7                                    | -                                    | -                                    | -                                    | -                                    |                                      |                                      | 28   | 9    |
| 2007 |                          |              |        | Finlandia                            | Finlandia                            | Estonia                              | Estonia                              | Finlandia                            | Finlandia                            | Estonia                              | Estonia                              | Finlandia                            | Finlandia                            | Finlandia                            | Finlandia                            | 14   | 13   |
| 2007 | STH Motorservice Finland | Dallara F394 | Opel   | 9                                    | 11                                   | NW                                   | NW                                   | 12                                   | NU                                   | NW                                   | 9                                    | NU                                   | 10                                   | NW                                   | 11                                   | 14   | 13   |
| 2008 |                          |              |        | Finlandia                            | Finlandia                            | Finlandia                            | Finlandia                            | Finlandia                            | Estonia                              | Estonia                              | Finlandia                            | Finlandia                            | Finlandia                            | Finlandia                            | Finlandia                            | 0    | NS   |
| 2008 | STH Motorservice         | Dallara F394 | Opel   | 4                                    | 8                                    | 9                                    | 7                                    | 9                                    | -                                    | -                                    | 9                                    | 13                                   | 6                                    | 9                                    | 8                                    | 0    | NS   |
| 2009 |                          |              |        | Finlandia                            | Finlandia                            | Finlandia                            | Finlandia                            | Estonia                              | Estonia                              | Finlandia                            | Finlandia                            | Finlandia                            | Finlandia                            |                                      |                                      | 68   | 8    |
| 2009 | STH Motorservice         | Dallara F394 | Opel   | 8                                    | 9                                    | 6                                    | 8                                    | 6                                    | 7                                    | 6                                    | 8                                    | 6                                    | 7                                    |                                      |                                      | 68   | 8    |
| 2010 |                          |              |        | Finlandia                            | Finlandia                            | Finlandia                            | Finlandia                            | Estonia                              | Estonia                              | Finlandia                            | Finlandia                            |                                      |                                      |                                      |                                      | 82   | 3    |
| 2010 | STH Motorservice Finland | Dallara F399 | Opel   | NU                                   | 3                                    | 3                                    | 4                                    | 3                                    | 2                                    | NW                                   | NW                                   |                                      |                                      |                                      |                                      | 82   | 3    |